# Dues peces per a orgue
Dues peces per a orgue, JW VIII/7 (en txec Dvě Skladby pro varhany), és una composició per a orgue de Leoš Janáček composta el 1884 a Brno.
Les dues parts es titulen Adagio, per tant es coneixen també com a Adagio I per a orgue i Adagio II per a orgue. Janáček va reutilitzar una part per a l'òpera L'inici d'un romanç (JW I/3, núm. 3a). Cada peça dura una mica més de quatre minuts.